# Dębiec (województwo zachodniopomorskie)
Dębiec (nazwa przejściowa – Dąbrówka, Dąbrowa) – wieś w Polsce położona w województwie zachodniopomorskim, w powiecie pyrzyckim, w gminie Lipiany.
| SIMC    | Nazwa   | Rodzaj     |
| ------- | ------- | ---------- |
| 0778159 | Wielice | przysiółek |

W latach 1975–1998 miejscowość administracyjnie należała do województwa szczecińskiego.
We wsi dworek z przełomu XIX i XX wieku.
Na wschód od wsi jezioro Dębiec (pow. 0,8 ha), na południe północny kraniec jeziora Lipiańskiego. Na północ Wzgórze Napoleona, na nim dwa rzędy lip w układzie kolistym, pośrodku lipa Napoleon. Dwa pozostałe koła to Marszałkowskie i Generałów.